# COVID-19 у Тернопільській області
COVID-19 у Терно́пільській о́бласті — розповсюдження пандемії коронавірусу територією Тернопільської області.
Перший випадок появи коронавірусної хвороби було виявлено на території Тернопільщини 21 березня 2020 року. Станом на 19 липня 2021 зафіксовано 70123 випадки інфікування, 1204 особи померло (1,7 %).

## Хронологія

### 2020
20 березня в Тернопільській області було виявлено перший випадок коронавірусу, про це було повідомлено на сайті Тернопільської міськради. До Києва було відправлено аналізи на підтвердження. Інфікований — священник із м. Заліщики, 1963 року народження, діагностування проведено Тернопільським обласним лабораторним центром методом ПЛР. Його стан медики оцінюють, як середній, надають йому допомогу.
21 березня МОЗ України офіційно підтвердило перший випадок коронавірусу на Тернопільщині, відобразивши цей випадок у загальній статистиці коронавірусної хвороби в Україні.
23 березня захворіла група молдавських туристів, що повернулася з Почаївської лаври, вірус було виявлено у 8 паломників. Представники лаври заперечили таку інформацію, назвавши «фейком».
Станом на 24 березня деякі заклади харчування продовжували працювати, продаючи їжу на виніс.
26 березня кількість хворих зросла до 26 осіб, одна особа померла. Тернопільська області стала одним з епіцентрів епідемії коронавірусу в Україні. У Монастириському районі 23 інфікованих, 1 помер.
27 березня кількість хворих зросла до 42 осіб. Зросла кількість районів, де є хворі: Тернопіль (2), Монастириський (35), Бучацький (1) і Заліщицький (1).
28 березня в Тернопільській області 43 особи було інфіковано (із них 36 осіб в Монастириському районі), з яких 21 — медики. За районами, де є хворі: Тернопіль (2), Кременецький (1), Монастириський (35), Бучацький (1) і Заліщицький (1).
29 березня кількість хворих зросла до 60 осіб. За районами, де є хворі: Тернопіль (2+1 у с. Острів), Кременецький (1 у с. Лідихів), Монастириський (47), Бучацький (1) і Заліщицький (9).
30 березня в Монастириському районі заразилися 25 медиків, сумарна кількість хворих в області сягнула 47 осіб.
31 березня захворів мер міста Монастириська Андрій Старуха.
1 квітня було зафіксовано 98 випадків зараження коронавірусною хворобою. З них: 76 у Монастириському районі (1 — летальний), 11 — Заліщицькому, 5 — Козівському, 2 — Тернополі, 2 — жителі Кременецького району, по 1 у Тернопільському та Бережанському районах.
3 квітня зачинили на ізоляцію Почаївську лікарню, оскільки в 4 медсестер виявили вірус. Двоє медиків залишилися вдома, двоє — у лікарні. Стан їхній задовільний, у них легкі симптоми. Це єдина лікарня в місті, яка мала лікувати хворих на коронавірус. У лікарні було всього 4 місця, де планували лікувати інфікованих, два з них зайняли інфіковані медики. З двох апаратів ШВЛ працює лише один. Допомагати медикам прийшли волонтери, які закупили необхідні речі. Було зафіксовано 133 випадків зараження коронавірусною хворобою (нових 19). З них: 94 у Монастириському районі (1 — летальний), 15 — Заліщицькому, 11 — Козівському (1 — летальний), 7 — Кременецького, 4 — Тернополі, по 1 у Тернопільському та Бережанському районах.
6 квітня в області коронавірусом заразилися 44 медпрацівники, більшість з Монастирського району, вранці зафіксовано другий летальний випадок.
На 8 квітня в області було 168 інфікованих та зареєстровано три летальних випадки.
10 квітня в області підтверджено перший факт одужання хворого на COVID-19. Ним виявився 26-річний житель села Острів Тернопільського району.
13 квітня в Тернополі зареєстровано 13 хворих, один випадок виявлено за добу, хворою виявилась майстриня тату, жінка віком 25 років.
17 квітня стало відомо, що на території лаври міг статися масштабний спалах вірусу, про який московська влада релігійного закладу не повідомляє владі України. Настоятель церкви не контактує з медпрацівниками. За даними головної санітарної лікарки області Оксани Чайчук, нещодавній спалах коронавірусу у Шумському районі ймовірно пов'язаний саме з Почаївською лаврою. Коронавірус було підтверджено у співробітників бухгалтерії Шумської лікарні, а також у головного лікаря та медичного персоналу.
28 квітня у Почаївській обласній психоневрологічній лікарні на Тернопільщині було виявлено спалах вірусу, його було підтверджено у двох співробітників і 26 пацієнтів При цьому головна лікарка лікарні Лариса Василюк пояснила, що 25 квітня було взято зразки крові лише у 30 пацієнтів і медпрацівників, оскільки не вистачило пробірок для забору крові.
На ранок 10 травня в області було зафіксовано 999 випадків інфікування.
22 травня повідомлено про смерть Голови Кременецької районної ради Володимира Стефанського внаслідок ускладнень, спричинених коронавірусною хворобою.
17 червня в Тернополі було посилено карантин. Зокрема, в місті заборонили масові заходи та святкування в закладах громадського харчування.
5 липня спалах вірусу було виявлено в дитячому садку в Тернополі, після виявлення вірусу у п'яти дітей, садок було закрито на карантин.
22 серпня вірус було виявлено у Голови Тернопільської ОДА Володимира Труша.

### 2021
26 березня в Тернополі було посилено карантин, заборонено роботу закладів харчування після 22:00, учням 5-11 класів рекомендували перейти на віддалене навчання.
7 квітня в Тернопільській та Полтавській областях було виявлено штам коронавірусу з ПАР.

## Запобіжні заходи
З 12 березня на Тернопільщині запровадили карантин, котрий, як планувалося, буде тривати до 3 квітня, були заборонені: масові заходи, концерти, спортивні змагання. На три тижні було зачинено усі навчальні заклади.
Із 17 березня у Тернополі розширили карантинні заходи. Було зачинено: торгівельні центри, заклади сфери послуг та заклади громадського харчування, дитячі спортивні майданчики, басейни, нічні клуби та дискотеки, також було заборонено роботу бібліотек та Центру надання адміністративних послуг.. Залишаться працювати лише продуктові магазини і аптеки. Також будуть працювати 2 ринки — Тернопільський міський ринок та ринковий комплекс «ВІП Маркет», оскільки вони облаштовані системою вентиляції, водопостачання та відведення.
Із 21 березня у Тернополі після першого випадку зараження ввели режим надзвичайної ситуації..
Із 21 березня в обласному місті призупинили роботу міського транспорту. Тролейбуси та автобуси будуть виконувати лише спецрейси для працівників критичної інфраструктури: працівників медустанов і закладів, аптек, комунальних служб, правоохоронних органів, працівників заводів виробництва продуктів харчування, лабораторного центру та інших важливих служб. Створені блок-пости на в'їзді до міста і перевірятимуть температуру.
З 22 травня із пом'якшенням карантину в Україні, транспортне сполучення в Тернополі відновили.
31 липня МОЗ вирішило віднести Тернопіль до т. зв. «червоної зони», що передбачало зупинку роботи громадського транспорту та інші обмеження. Натомість місцева влада не погодилась з рішенням МОЗу і наказала усім комунальним службам, включно з громадським транспортом продовжувати роботу. Рішення МОЗу призвело також до додаткових проблем пасажирів залізниці — поїздам було заборонено зупинятися на станції Тернопіль, і пасажири вимушені були йти з працівниками залізниці на конфлікт, щоб вийти з поїзду. 8 серпня Тернопіль було оголошено «жовтою» зоною, а поїзди відновили зупинки на станції.
На початку вересня, Тернопільщину було включено до «червоної зони» карантину. Незважаючи на це, влада міста відмовился посилювати карантин.

## Народні методи лікування
Дослідники з Інституту молекулярної вірусології Медичного центру Університету Ульма заявили, що сік або чай чорноплідної горобини найбільш ефективно пригнічує активність вірусу в людському організмі - до 97 відсотків.